# Allegra Goodman
Allegra Goodman (Brooklyn, 1967) es una escritora estadounidense radicada en Cambridge, Massachusetts. Su novela más reciente, The Chalk Artist, fue publicada en 2017. Escribió e ilustró su primera novela a los siete años.

## Biografía
Goodman nació en Brooklyn y se crio en Hawái. Hija de Lenn y Madeleine Goodman, fue criada como una judía conservadora. Su madre, que murió en 1996, fue profesora de genética y estudios sobre la mujer, y luego vicepresidenta adjunta de la Universidad de Hawái en Manoa durante muchos años, antes de trasladarse a la Universidad de Vanderbilt en la década de 1990. Su padre, Lenn E. Goodman, es profesor de filosofía en Vanderbilt.
Allegra se graduó en la Escuela Punahou en 1985. Luego fue a la Universidad de Harvard, donde obtuvo una licenciatura y conoció a su esposo, David Karger. Ambos realizaron un trabajo de postgrado en la Universidad de Stanford, donde Goodman obtuvo un doctorado en literatura inglesa en 1996.
La hermana menor de Goodman, Paula Fraenkel, es oncóloga. La experiencia de Fraenkel en los laboratorios de investigación es una de las inspiraciones de la novela de Allegra de 2006, Intuition. Su relato "La Vita Nuova" fue seleccionado para el concurso The Best American Short Stories 2011 y fue transmitido por Public Radio International en febrero de 2012.
Goodman y Karger viven en Cambridge, Massachusetts, donde Karger es profesor de informática en el MIT. Tienen cuatro hijos, tres niños y una niña.

## Premios
- 1991 - Premio Whiting de Ficción

### Novelas
- Kaaterskill Falls (1999)
- Paradise Park (2002)
- Intuition (2006)
- The Other Side of the Island (2008)
- The Cookbook Collector (2010)
- The Chalk Artist: A Novel (2017)

### Colecciones de relatos
- The Family Markowitz (1997)
- Total Immersion (1998)